# Északi halálkígyó
Az északi halálkígyó (Acanthophis praelongus) a pikkelyes hüllők (Squamata) rendjébe sorolt mérgessiklófélék családjának egyik faja.

## Előfordulása
Amint ezt neve is jelzik, főleg Észak-Ausztráliában él — továbbá Új-Guineában.

## Megjelenése
Körülbelül 50 cm hosszú, vaskos testű kígyó. Szürke, barna vagy vörös pikkelyei ormósak. Vékony, érdes farokvége sárga vagy fehér. Feje rövid, háromszögletű, arcorra meredeken lejt, a szeme fölött felálló pikkelyek jellegzetes kinézetűvé teszik.

## Életmódja, élőhelye
Egyaránt előfordul a nedves és száraz erdőkben, sőt a félsivatagokban is. Közép-Ausztrália sivatagaiban a sivatagi halálkígyó (Acanthophis pyrrhus), Dél-Ausztráliában a déli halálkígyó váltja fel.
A konvergens evolúció eredményeként Ausztráliában a halálkígyók lakják be azokat az ökológiai fülkéket, amelyeket az Óvilágban a viperafélék (Viperidae). A két taxon nem közeli rokon, de megjelenésük és életmódjuk meglepően hasonló.
Meglehetősen gyors; sebessége rövid távon elérheti az 50 km/h-t is.

### Mérge
Az emberre csak végszükség esetén támad, de  erős, idegbénító mérge az egyik legveszélyesebb a szigetkontinensen. Először a szívet támadja, majd az idegeket roncsolja; szélsőséges esetben halálos is lehet.

### Táplálkozása
Kedvenc eledelei a kisebb rágcsálók, gyíkok és békák. Megöli a mérges békákat is, ám azokat nem fogyasztja el közvetlenül, hanem kivárja, hogy azok mérge lebomoljon. Jellemzően lesből támad; rejtőzését a szürke álcázószín segíti.
Előfordul, hogy befészkeli magát egy-egy házba, és kiirtja a környéken a patkányokat.
Zsákmányszerzésének sajátos módja, hogy a feje közelébe teszi keskeny, testétől elütő színű farokvégét. Ha lehetséges zsákmány közeledik, farkát csábítóan rázogatja, hogy felkeltse a kiszemelt préda érdeklődését.

### Szaporodása
Elevenszülő, egyszerre 20 ivadéka lehet.